# 膜間腔

ミトコンドリアの構造

葉緑体の構造

膜間腔（まくかんくう、まくかんこう、intermembrane space）は、ミトコンドリアおよび葉緑体の内膜と外膜の間の領域である。構造上はグラム陰性菌のペリプラズムに相当する領域である。膜間部、膜間領域、膜間スペースとも。
外膜にはポリンと呼ばれるチャンネルタンパク質が存在しているため、イオンや低分子化合物は細胞質と膜間腔とを自由に移動でき、したがってそれらの組成は細胞質と似通っている。しかし分子量の大きなタンパク質などは、通常は自由に移動することができず、細胞質とは異なる独特の空間となっている。なおミトコンドリアや葉緑体の内部へ行くべきタンパク質は、外膜および内膜に存在するトランスロカーゼの作用によって膜間腔を通過する。

## ミトコンドリアの膜間腔
主な機能は、酸化的リン酸化である。アポトーシスとの関連でも重要である。

## 葉緑体の膜間腔
葉緑体の膜間腔は非常に小さく、厚さは10～20nm程度である。ミトコンドリアの膜間腔とは異なり、葉緑体の膜間腔は明確な機能を持たないように見える。